# Play (album de Namie Amuro)
Pour les articles homonymes, voir Play.
Albums de Namie Amuro
Queen of Hip-Pop
(2005) Best Fiction
(2008)
Singles
Play est le 7e album régulier de Namie Amuro sorti sur le label Avex Trax, ou le 10e sous son seul nom en comptant celui sur le label Toshiba-EMI et deux précédentes compilations.

## Présentation
L'album sort le 27 juin 2007 au Japon, deux ans après le précédent album original d'Amuro : Queen of Hip-Pop. Il contient quatre titres déjà sortis en singles de 2005 à 2007, mais pas les chansons en "co-face A" White Light (du single White Light / Violet Sauce) et Ningyo (du single Can't Sleep, Can't Eat, I'm Sick / Ningyo).
Il atteint la 1re place du classement de l'Oricon, son premier album N°1 depuis 7 ans.
Il reste classé pendant 53 semaines, pour un total de 540 952 exemplaires vendus pendant cette période, ce qui en fait sa meilleure vente d'un album depuis Genius 2000 sorti début 2000. C'est son premier album à sortir aussi au format CD+DVD.
Le titre Hide & Seek est diffusé en radio et en clip vidéo bien que non disponible en single, de même que Top Secret qui sert de thème musical japonais à la deuxième saison de la série Prison Break. Pink Key sert aussi de thème pour une campagne publicitaire pour la marque Lipton.

## Liste des titres

### CD
| No  | Titre                            | Paroles                | Musique                        | Producteur(s) | Durée |
| --- | -------------------------------- | ---------------------- | ------------------------------ | ------------- | ----- |
| 1.  | Hide & Seek                      | Nao'ymt                | Nao'ymt                        | Nao'ymt       | 4:38  |
| 2.  | Full Moon                        | Nao'ymt                | Nao'ymt                        | Nao'ymt       | 3:59  |
| 3.  | Can't Sleep, Can't Eat, I'm Sick | Michico                | Michico, T.Kura                | T.Kura        | 3:49  |
| 4.  | It's All About You               | Michico                | Michico, T.Kura                | T.Kura        | 4:12  |
| 5.  | Funky Town                       | Michico                | Michico, T.Kura, L.L. Brothers | T.Kura        | 3:48  |
| 6.  | Step With It                     | Michico, L.L. Brothers | Michico, T.Kura, L.L. Brothers | T.Kura        | 3:47  |
| 7.  | Hello                            | Michico, Angie Irons   | T.Kura, Angie Irons            | T.Kura        | 3:43  |
| 8.  | Should I Love Him?               | Michico                | Michico, T.Kura                | T.Kura        | 4:25  |
| 9.  | Top Secret                       | Nao'ymt                | Nao'ymt                        | Nao'ymt       | 4:30  |
| 10. | Violet Sauce (Spicy)             | Nao'ymt                | Nao'ymt                        | Nao'ymt       | 4:02  |
| 11. | Baby Don't Cry                   | Nao'ymt                | Nao'ymt                        | Nao'ymt       | 5:22  |
| 12. | Pink Key                         | Nao'ymt                | Nao'ymt                        | Nao'ymt       | 4:40  |

### DVD
| No | Titre                                                  | Réalisateur(s)   | Durée |
| -- | ------------------------------------------------------ | ---------------- | ----- |
| 1. | Hide & Seek (clip vidéo)                               | Kensuke Kawamura | 4:36  |
| 2. | Can't Eat, Can't Sleep, I'm Sick (clip vidéo)          | Shinji Muto      | 3:49  |
| 3. | Funky Town (clip vidéo)                                | Masaaki Uchino   | 3:44  |
| 4. | Hello (clip vidéo)                                     | Kensuke Kawamura | 3:40  |
| 5. | Baby Don't Cry (clip vidéo)                            | Shinji Muto      | 5:26  |
| 6. | Namie Amuro X The World Of Golden Eggs (special movie) |                  | 7:18  |